# Lineodes peterseni
Lineodes peterseni là một loài bướm đêm trong họ Crambidae.